# Gălbinași (Buzău)
Gălbinași è un comune della Romania di 4 106 abitanti, ubicato nel distretto di Buzău, nella regione storica della Muntenia.
Il comune è formato dall'unione di 3 villaggi: Bentu, Gălbinași, Tăbărăști.